# Francesco Barone
Francesco Barone (Torino, 21 settembre 1923 – Viareggio, 27 dicembre 2001) è stato un filosofo italiano.

## Biografia
Laureato in Filosofia a Torino nel 1946 come allievo di Augusto Guzzo e Nicola Abbagnano, visse a Viareggio. Professore ordinario di Filosofia teoretica all'Università di Pisa (1957), dove fu preside della facoltà di Lettere e filosofia dal 1967 al 1968, fu poi docente di Filosofia della scienza (1987) nonché direttore dell'Istituto di Filosofia nella stessa università (1960-80). Insegnò anche Filosofia morale alla Scuola Normale Superiore di Pisa dal 1958 al 1974.
Si dedicò soprattutto a studi di storia e filosofia della scienza, pubblicando numerosi libri. Nel 1979 curò l'edizione italiana delle opere di Niccolò Copernico. Socio nazionale dell'Accademia delle scienze di Torino (dal 12 febbraio 1985), della Società Nazionale di Scienze, Lettere e Arti in Napoli, e dell'Accademia Nazionale dei Lincei, a Milano fu presidente del Centro del C.N.R. di studi del pensiero filosofico del Cinquecento e del Seicento in relazione ai problemi della scienza.

## Pensiero
Particolarmente interessato alla filosofia di Nicolai Hartmann, Barone ne trasse spunto per un confronto tra la dottrina realistica e quella neoidealista. La sua riflessione filosofica si sarebbe poi focalizzata sui problemi epistemologici e della filosofia della scienza.
Come pubblicista affrontò temi etico-politici sul rapporto tra individuo e società dal punto di vista del pensiero liberale.
Il tema principale delle opere di Barone riguarda la filosofia della scienza e la storia della scienza e della tecnica. Si deve a lui la prima pubblicazione in Italia di una monografia sulla filosofia neopositivistica.
Il suo pensiero si contraddistingue per lo stretto rapporto tra epistemologia e storiografia della scienza, settore, questo, in cui Barone ha preso in particolare considerazione il tema della nascita dell'astronomia moderna, da Niccolò Copernico a Keplero e Galilei.
Intorno agli anni sessanta, inoltre, Barone si è dedicato con particolare attenzione agli sviluppi culturali, epistemologici e filosofici della nascente informatica.

## Opere
- L'ontologia di Nicolai Hartmann, Edizioni di Filosofia, Torino, 1948
- Rudolf Carnap, Edizioni di Filosofia, Torino, 1953
- Wittgenstein inedito, Edizioni di Filosofia, Torino, 1953
- Il neopositivismo logico, Edizioni di Filosofia, Torino, 1953, 2ª ed., Laterza, Roma-Bari, 1977; 3ª ed. ivi, 1986
- Assiologia e ontologia: etica ed estetica nel pensiero di N. Hartmann, Torino 1954
- Leibniz e la logica formale, Edizioni di Filosofia, Torino, 1955
- Nicolai Hartmann nella filosofia del Novecento, Edizioni di Filosofia, Torino, 1957
- Logica formale e logica trascendentale, vol. I, Da Leibniz a Kant, Edizioni di Filosofia, Torino, 1957 (nuova edizione Unicopli, Milano, 1999); vol. II, L'algebra della logica, Edizioni di Filosofia, Torino, 1965 (nuova edizione Unicopli, Milano, 2000)
- Metafisica della mente e analisi del pensiero, Edizioni di Filosofia, Torino, 1958
- 1748: viaggio di Hume a Torino, Edizioni di Filosofia, Torino 1958
- Mondo e linguaggi, Edizioni di Filosofia, Torino 1959
- Determinismo e indeterminismo nella metodologia scientifica contemporanea, Edizioni di Filosofia, Torino, 1959
- Concetti e teorie nella scienza empirica, Edizioni di Filosofia, Torino, 1962
- Nicola Copernico, Opere (a cura di F. Barone), UTET, Torino, 1979
- Immagini filosofiche della scienza, Laterza, Roma-Bari, 1983
- Pensieri contro, Società Editrice Napoletana, Napoli 1983
- Teoria ed osservazione nella metodologia scientifica, Guida, Napoli, 1990
- Verso un nuovo rapporto tra scienza e filosofia, Centro Pannunzio, Torino, 1994
- La fondazione dell'ontologia di Nicolai Hartmann (a cura di F. Barone), Fabbri, Milano, 1963
- G. W. Leibniz, Scritti di logica (a cura di F. Barone), Zanichelli, Bologna, 1968, 2ª ed. Laterza, Roma-Bari, 1992